# Ascaris suum
Ascaris suum, también conocido como gusano redondo grande de los cerdos, es un nemátodo parásito que produce ascariasis en los cerdos, de distribución mundial. Aunque las lombrices de los cerdos y los humanos son hoy considerados como dos especies distintas, Ascaris suum y Ascaris lumbricoides, con hospedadores diferentes, hay experimentos que han mostrado que la infección cruzada entre humanos y cerdos es posible. Algunos investigadores han argumentado que son la misma especie. Más aún, se ha encontrado una asociación entre la ascariasis humana en Dinamarca y el contacto con los cerdos y el estiércol de cerdo.

## Ciclo de vida
El ciclo de vida puede ser directo o indirecto, con anfitriones paraténicos. El ciclo evolutivo inicia cuando la hembra deposita los huevos insegmentados en intestino delgado que salen en las heces y se dispersan en el medio exterior, su transmisión se da por el huevo infectante en el suelo o eclosionado en la piel de la glándula mamaria de la cerda, una vez ingerido eclosiona en el estómago o en el intestino delgado liberando la larva en el tercer estadio que atraviesa la pared del ciego y el colon y avanza hacia el hígado, llegando a este en cuestión de horas, a través de la vena porta (Murrelly. 1997). Después de realizar trayectos migratorios en el hígado durante varios días, causando afecciones a nivel de los sinusoides y produciendo una hepatitis intersticial focal crónica conocida como “manchas de leche” (Corwin y Stewart, 1999; Wilson, 2005), la larva llega a los capilares pulmonares donde se transforma al cuarto estadio, pasa al corazón y la arteria pulmonar a través de la vena cava caudal; viaja por la circulación, se dirige a los tejidos somáticos o puede alojarse temporalmente en los capilares pulmonares y luego salir a los alveolos hasta la faringe, donde es deglutida para llegar a intestino delgado y es aquí donde se desarrolla hasta adulto, en parasitaciones severas, son eliminadas en las heces o incluso en el vómito y sus huevos caen al suelo, para continuar el ciclo, en las heces del cerdo infectado.
Los hospedadores paraténicos ingieren los huevos y las larvas L2 permanecen en los tejidos del hospedador paraténico hasta que un cerdo lo come. Estos pueden incluir escarabajos y lombrices de tierra.